# Small World (Gabor Szabo)
| Recensione   | Giudizio     |
| ------------ | ------------ |
| AllMusic     | [ 1 ]        |
| Sputnikmusic | 4.5 (Superb) |

Small World è un album discografico del chitarrista ungherese Gabor Szabo, pubblicato dall'etichetta discografica svedese Four Leaf Clover nel 1972.

## Tracce

### LP
Lato A
1. People – 5:50 (Bob Merrill, Jule Styne)
2. My Kind of People – 2:55 (Gabor Szabo)
3. Lilac-Glen – 5:35 (Alicia Solari, Peter Totth, Gabor Szabo)
4. Mizrab – 9:15 (Gabor Szabo)

Lato B
1. Impression of My Country – 2:45 (Gabor Szabo)
2. Foothill Patrol – 9:20 (Gabor Szabo)
3. Another Dream – 5:00 (Peter Totth)
4. Concerto de Aranjuez – 4:35 (Juan Rodriguez)

## Musicisti
- Gabor Szabo – chitarra
- Janne Schaffer – chitarra (brani: Mizrab, Foothill Patrol e Another Dream)
- Berndt Egerbladh – pianoforte elettrico (brani: Mizrab, Foothill Patrol e Another Dream)
- Stefan Brolund – basso (brani: Mizrab, Foothill Patrol e Another Dream)
- Sture Nordin – contrabbasso (brani: People, My Kind of Love e Lilac-Glen)
- Nils-Erik Svensson (Slörner) – batteria (brani: People, My Kind of Love, Lilac-Glen, Mizrab, Foothill Patrol e Another Dream)

Note aggiuntive
- Lars Samuelson – produttore
- Registrazioni effettuate il 12 e 13 agosto 1972 al EMI-studio di Stoccolma (Svezia)
- Lars Rosin – ingegnere delle registrazioni (EMI-studio)
- Gert Palmcrantz – ingegnere del mixaggio (Europa Film-studio)
- Peter Totth – consulente musicale
- Bengt H. Malmqvist – foto copertina album[3]